# Espectroscopía de microondas
La espectroscopía de microondas es el método de espectroscopía que emplea microondas, es decir, radiación electromagnética en frecuencias de GHz, para el estudio de la materia. 

## En física molecular
En el campo de la física molecular, la espectroscopia de microondas se usa comúnmente para sondear la rotación de moléculas.

## En física de la materia condensada
En el campo de la física de la materia condensada, la espectroscopía de microondas se utiliza para detectar fenómenos dinámicos de cargas o espines en frecuencias de GHz (correspondientes a escalas de tiempo de nanosegundos) y escalas de energía en el régimen µeV. En consonancia con estas escalas de energía, la espectroscopía de microondas en sólidos se realiza a menudo en función de la temperatura (hasta regímenes criogénicos de unos pocos K o incluso inferiores) y/o del campo magnético (con campos de hasta varios T). La espectroscopia tradicionalmente considera la respuesta dependiente de la frecuencia de los materiales y, en el estudio de los dieléctricos, la espectroscopia de microondas a menudo cubre un amplio rango de frecuencias. Por el contrario, tanto para muestras conductoras como para resonancia magnética, los experimentos a una frecuencia fija son habituales (utilizando un resonador de microondas de alta sensibilidad), pero también son posibles las mediciones dependientes de la frecuencia.

### Sondando cargas en la física de la materia condensada
Para materiales aislantes (tanto sólidos como líquidos), sondear la dinámica de carga con microondas es parte de la espectroscopia dieléctrica. Entre los materiales conductores, los superconductores son una clase de material que a menudo se estudia con espectroscopía de microondas, proporcionando información sobre la profundidad de penetración (gobernada por el condensado superconductor), brecha de energía (excitación de una sola partícula de pares de Cooper) y dinámica de cuasipartículas.
Otra clase de material que se ha estudiado utilizando espectroscopía de microondas a bajas temperaturas son los metales fermiónicos pesados con tasas de relajación Drude en frecuencias de GHz.

### Espines perspicaces en físicas de la materia condensada
Las microondas que inciden sobre la materia suelen interactuar con las cargas y también con los espines (a través de los componentes del campo eléctrico y magnético, respectivamente), y la respuesta de la carga suele ser mucho más fuerte que la respuesta del espín. Pero en el caso de la resonancia magnética, los espines se pueden probar directamente con microondas. Para materiales paramagnéticos, esta técnica se denomina resonancia de espín electrónico (ESR) y para materiales ferromagnéticos resonancia ferromagnética (FMR). En el caso paramagnético, tal experimento prueba la división de Zeeman, con una relación lineal entre el campo magnético externo estático y la frecuencia del campo de microondas de prueba. Una combinación popular, implementada en los espectrómetros ESR de banda X comerciales, es aproximadamente 0.3 T (campo estático) y 10   GHz (frecuencia de microondas) para un material típico con un factor g de electrones cercano a 2. 